# 戴诗琪
戴诗琪，中华人民共和国政治人物、外交官。1987年，接替刘芳圃担任中华人民共和国驻赤道几内亚大使。1990年，由王永成接任。他接替朱祥忠，担任中华人民共和国驻秘鲁大使。1993年，由陈久长接任。